# Chelsea Town Hall
Chelsea Town Hall est un bâtiment municipal situé à King's Road, dans le quartier de Chelsea, à Londres. La partie la plus ancienne est un bâtiment classé Grade II* et la partie la plus récente est classée Grade II.

## Histoire

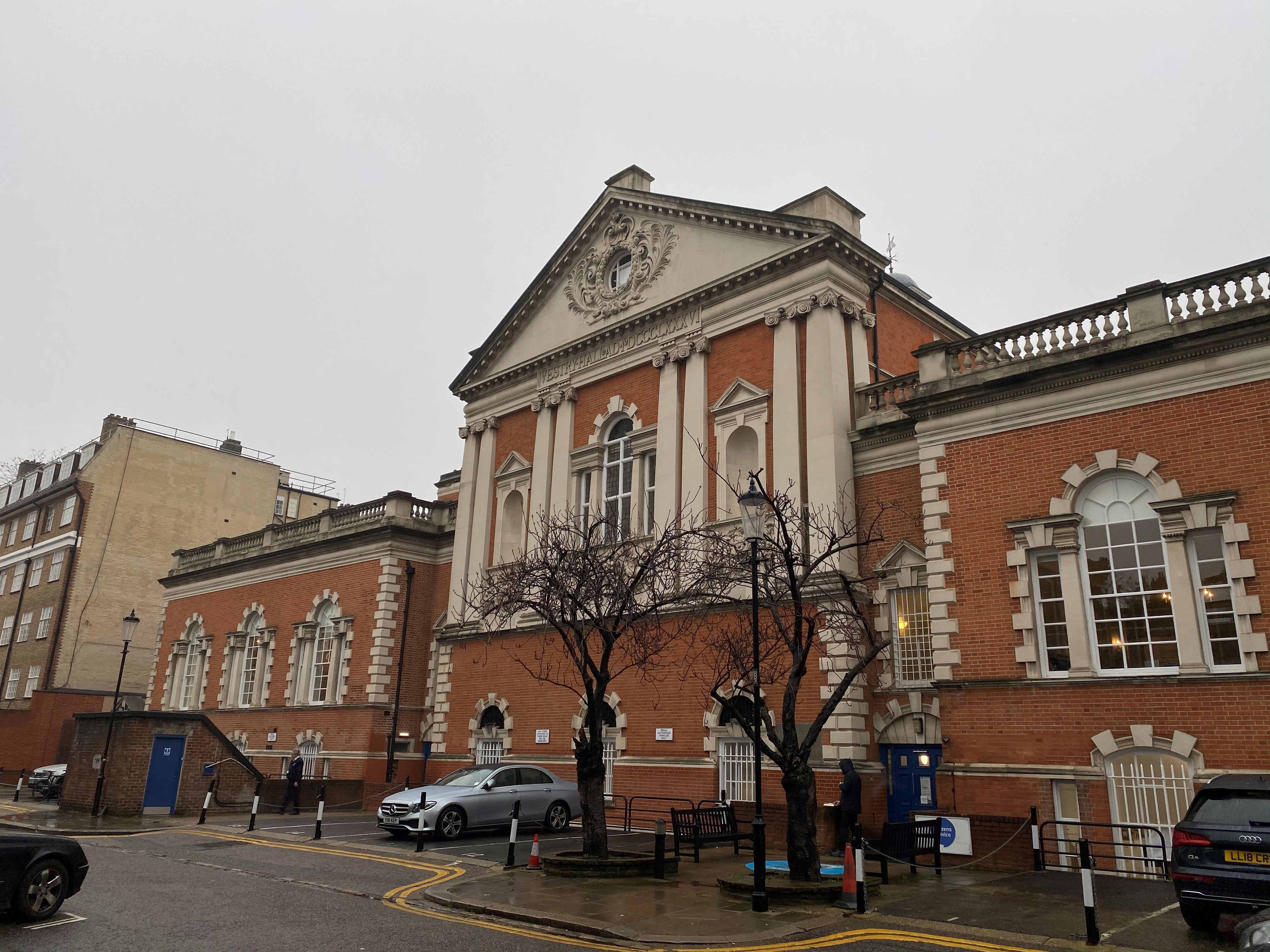
La sacristie de Brydon dans les Chelsea Manor Gardens

Le bâtiment a été commandé pour remplacer une sacristie du milieu du XIXe siècle sur King's Road, qui avait été conçue par William Willmer Pocock dans le style italien pour la paroisse de St Luke et qui s'était avérée structurellement instable.
La partie la plus ancienne du complexe actuel est la sacristie de Chelsea Manor Gardens, conçue par John McKean Brydon dans le style néoclassique ; elle a été officiellement inaugurée le 12 janvier 1887. Une coupole avec un dôme et une girouette a été érigée au niveau du toit. Ce bâtiment est devenu le siège du Metropolitan Borough de Chelsea lors de sa création en 1900. À l'intérieur, les pièces principales étaient le hall principal, particulièrement décoré, un hall plus petit et la suite Cadogan.
Après que les dirigeants municipaux ont découvert que la sacristie de Pocock était structurellement instable, ils ont décidé de la démolir et de construire une nouvelle structure selon les plans de Leonard Stokes dans le style néoclassique sur le site de King's Road. Les travaux ont été achevés en 1907. 
L'hôtel de ville a continué à être utilisé comme lieu public et parmi les artistes de concert figurait la chanteuse contralto, Kathleen Ferrier, qui a fait une apparition le 15 avril 1947. Le complexe a cessé d'être le siège du gouvernement local lorsque le Royal Borough de Kensington et Chelsea a été formé en 1965. Cependant, le bâtiment Brydon est devenu le principal bureau d'enregistrement de Kensington et Chelsea et a ensuite accueilli plusieurs mariages célèbres, notamment le mariage de Judy Garland avec Mickey Deans en mars 1969'.
Après avoir été rénovée par Roderick Ham & Partners, l'extension Stokes est devenue la bibliothèque principale de Chelsea en 1978. La Chelsea Art Society a également décidé d'établir son siège dans l'extension Stokes en 1994 et a commencé à y organiser une série d'expositions annuelles présentant des œuvres d'artistes professionnels et non professionnels. Une rénovation intérieure du bâtiment Brydon a été achevée en février 2019.

## Liens
- Ressource relative à l'architecture :   - National Heritage List for England